# Indie Montréal
Vous pouvez aider à l'améliorer ou bien discuter des problèmes sur sa page de discussion.
- Son ton est trop promotionnel ou publicitaire, voire hagiographique. Le texte doit adopter un ton neutre et encyclopédique. (Marqué depuis août 2023)
- Il est orphelin : moins de trois articles lui sont liés. Aidez à ajouter des liens en plaçant le code [[Indie Montréal]] dans les articles relatifs au sujet. (Marqué depuis août 2023)

Indie Montréal (IMTL), fondée par Jon Weisz en 2007, est une agence artistique québécoise spécialisée dans la gérance d'artistes, le booking, les relations de presse, la promotion numérique, le street marketing, l’accompagnement personnalisé et la rédaction de demandes de subventions.
L’agence comporte trois volets spécialisés (IMTL Agence, IMTL Promotion et IMTL Accompagnement) et accompagne des artistes indépendants, québécois, anglo-canadiens et internationaux.

## Historique
- 2007 : création de Indie Montréal comme promoteur et diffuseur indépendants de spectacles
- 2016 : création des Brunchs-concerts[1]
- 2019 : incorporation d’Indie Montréal sous le nom Groupe de Musique IMTL Inc.
- 2021 : création des Dimanches Couvre-Fun pendant la pandémie COVID-19
- 2021 : création de la série de concerts Insolitudes 1[2] (pendant la pandémie de COVID-19)

- 2021 : création du volet IMTL Agence (Indie Montréal)
- 2021 : création du volet  IMTL Promotion (Indie Montréal)
- 2021 : création du volet IMTL Accompagnement (Indie Montréal)
- 2022 : création de la série de concerts Insolitudes 2[3]

## Activités
Au fil du temps, l'entreprise a su se faire connaitre pour ses multiples activités dans l'industrie artistique et culturelle québécoise.
Au-delà de ces activités principales, IMTL, Indie Montréal, est à la tête de la création, la production et la promotion d'évènements tels que Le Marché des Possibles, Insolitudes 1 et 2, #CoLab, les Brunchs-Concerts ou Les Dimanches Couvre-fun.

## IMTL Promotion
À travers son volet Promotion, l'entreprise aide les artistes à propulser leur carrière. L'utilisation des réseaux sociaux tels TikTok et les réseaux Meta fait partie intégrante des activités de promotion numérique. Elle propose des idées de contenu pour optimiser la portée et l'engagement des publications et offre la gestion des publicités Meta pour ses clients.
L'entreprise continue à expandre son offre et travaille de plus en plus avec d'autres entreprises culturelles québécoises, entre autres des salles de spectacle et des bars dans la région de Montréal.